# Foggia
Foggia er en af de største byer i den sydlige del af Italien med 145.348(2023) indbyggere.
Foggia har færgeforbindelse til bl.a. Igoumenitsa i Grækenland.